# Homenkove, Lîpova Dolîna
Homenkove (în ucraineană Хоменкове) este un sat în comuna Moskovske din raionul Lîpova Dolîna, regiunea Sumî, Ucraina.

## Demografie
Componența lingvistică a localității Homenkove
     Ucraineană (94,12%)
     Rusă (5,88%)
Conform recensământului din 2001, majoritatea populației localității Homenkove era vorbitoare de ucraineană (94,12%), existând în minoritate și vorbitori de rusă (5,88%).